# Parafia Najświętszego Serca Pana Jezusa w Kozłowie Biskupim
Parafia Najświętszego Serca Pana Jezusa w Kozłowie Biskupim – parafia należąca do dekanatu Sochaczew-Matki Bożej Nieustającej Pomocy diecezji łowickiej. Erygowana w 1226. Mieści się przy ulicy Nadrzecznej. Duszpasterstwo w niej prowadzą księża diecezjalni.